# آمارال (بازیکن فوتبال، زاده ۱۹۷۳)

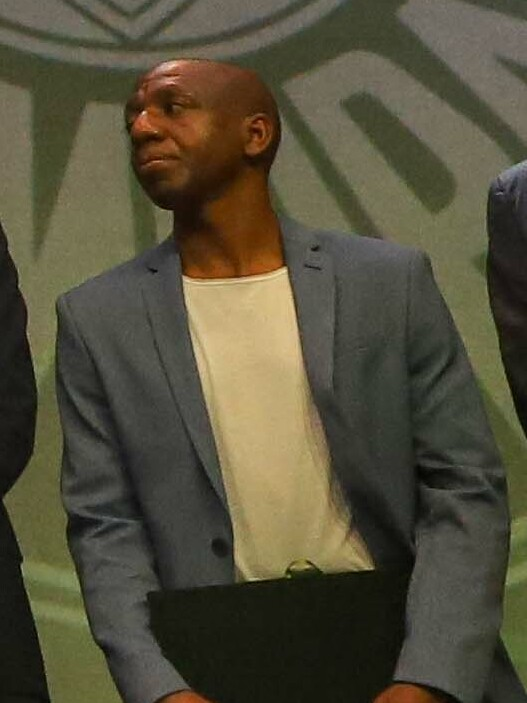
آلکساندر دا سیلوا ماریانو در سال ۲۰۱۸

آلکساندر دا سیلوا ماریانو (به پرتغالی: Alexandre da Silva Mariano) هافبک اهل برزیل است که در شهر Capivari و در تاریخ ۲۸ فوریهٔ ۱۹۷۳ به دنیا آمده‌است.
آلکساندر دا سیلوا ماریانو در تیم‌های فوتبال پالمیراس سابقهٔ حضور دارد.